# Équipe cycliste Voltas-Tartu 2024 by CCN
L'équipe cycliste Voltas-Tartu 2024 by CCN est une équipe cycliste estonienne, ayant le statut d'équipe continentale.

## Principales victoires

### Courses par étapes
- Course de Solidarność et des champions olympiques : 2023 (Siim Kiskonen)
- Tour d'Estonie : 2024 (Siim Kiskonen)

### Championnats nationaux
- Championnats d'Estonie sur route : 3
  - Contre-la-montre : 2020 (Gleb Karpenko)
  - Course en ligne espoirs : 2023, 2024 (Lauri Tamm)
- Championnats de Finlande sur route : 4
  - Course en ligne : 2021 (Antti-Jussi Juntunen)
  - Contre-la-montre : 2020 (Ukko Peltonen), 2022 (Markus Knaapi)
  - Contre-la-montre espoirs : 2022 (Markus Knaapi)
- Championnats de Lettonie sur route : 5
  - Course en ligne : 2021 (Pauls Rubenis)
  - Contre-la-montre : 2024 (Alekss Krasts)
  - Course en ligne espoirs : 2022 et 2023 (Alekss Krasts)
  - Contre-la-montre espoirs : 2023 (Alekss Krasts)
- Championnats de Lituanie sur route : 8
  - Course en ligne : 2023 (Rokas Adomaitis)
  - Contre-la-montre : 2022 (Aivaras Mikutis)
  - Course en ligne espoirs : 2021, 2022 (Aivaras Mikutis), 2023 (Jomantas Venckus), 2024 (Žygimantas Matuzevičius)
  - Contre-la-montre espoirs : 2023 (Rokas Adomaitis), 2024 (Jomantas Venckus)

## Classements UCI
L'équipe participe aux épreuves des circuits continentaux et principalement les courses du calendrier de l'UCI Europe Tour. Le tableau ci-dessous présente les classements de l'équipe sur les circuits, ainsi que son meilleur coureur au classement individuel.
UCI Europe Tour
| UCI Europe Tour | UCI Europe Tour        | UCI Europe Tour                           | UCI Europe Tour |
| Année           | Classement par équipes | Meilleur coureur au classement individuel |                 |
| --------------- | ---------------------- | ----------------------------------------- | --------------- |
| 2020            | 21e                    | Markus Pajur (246e)                       |                 |
| 2021            | 34e                    | Aivaras Mikutis (328e)                    |                 |
| 2022            | 27e                    | Madis Mihkels (222e)                      |                 |
| 2023            | 44e                    | -                                         |                 |
|                 |                        |                                           |                 |
| Source : UCI    |                        |                                           |                 |

L'équipe est également classée au Classement mondial UCI qui prend en compte toutes les épreuves UCI et concerne toutes les équipes UCI.
| Classement mondial | Classement mondial     | Classement mondial                        | Classement mondial |
| Année              | Classement par équipes | Meilleur coureur au classement individuel |                    |
| ------------------ | ---------------------- | ----------------------------------------- | ------------------ |
| 2020               | 42e                    | Markus Pajur (298e)                       |                    |
| 2021               | 57e                    | Aivaras Mikutis (397e)                    |                    |
| 2022               | 50e                    | Madis Mihkels (273e)                      |                    |
| 2023               | 80e                    | Rokas Adomaitis (718e)                    |                    |
| 2024               | 59e                    | Alekss Krasts (1118e)                     |                    |
|                    |                        |                                           |                    |
| Source : UCI       |                        |                                           |                    |

## Voltas-Tartu 2024 by CCN en 2024
Effectif
| Effectif 2024                          | Effectif 2024     | Effectif 2024 | Effectif 2024                    |
| Cycliste                               | Date de naissance | Pays          | Équipe précédente                |
| -------------------------------------- | ----------------- | ------------- | -------------------------------- |
| Rokas Adomaitis                        | 8 juin 2004       | Lituanie      |                                  |
| Aaron Aus                              | 10 mars 2004      | Estonie       |                                  |
| Antti-Jussi Juntunen (1 janv.–24 mars) | 6 avril 1999      | Finlande      | À Bloc CT (2023)                 |
| Siim Kiskonen                          | 16 janvier 1997   | Estonie       | EC Saint-Étienne Loire (2022)    |
| Kristian Klevgård                      | 15 septembre 1993 | Norvège       | XSpeed United Continental (2023) |
| Alekss Krasts                          | 22 août 2001      | Lettonie      |                                  |
| Oskar Küüt                             | 20 septembre 2005 | Estonie       |                                  |
| Gusts Lapins                           | 17 septembre 2005 | Lettonie      |                                  |
| Martti Lenzius                         | 13 novembre 2005  | Estonie       |                                  |
| Žygimantas Matuzevičius                | 24 juillet 2002   | Lituanie      |                                  |
| Kristupas Mikutis                      | 14 mai 2005       | Lituanie      |                                  |
| Jaakko Sillankorva                     | 8 août 2000       | Finlande      | XSpeed United Continental (2023) |
| Lauri Tamm                             | 2 avril 2004      | Estonie       |                                  |
| Veeti Vainio                           | 6 novembre 2001   | Finlande      | UC Monaco (2023)                 |
| Jomantas Venckus                       | 14 juillet 2004   | Lituanie      |                                  |
|                                        |                   |               |                                  |
| Source : ProCyclingStats               |                   |               |                                  |

Victoires
| Victoires | Victoires                                   | Victoires | Victoires | Victoires     | Victoires |
| Date      | Course                                      | Pays      | Classe    | Vainqueur     |           |
| --------- | ------------------------------------------- | --------- | --------- | ------------- | --------- |
| 25 mai    | 2e étape du Tour d'Estonie                  | Estonie   | 2.1       | Siim Kiskonen |           |
| 25 mai    | Classement général, Tour d'Estonie          | Estonie   | 2.1       | Siim Kiskonen |           |
| 17 juin   | Championnat de Lettonie du contre-la-montre | Lettonie  | CN        | Alekss Krasts |           |